# John Stanley (Komponist)

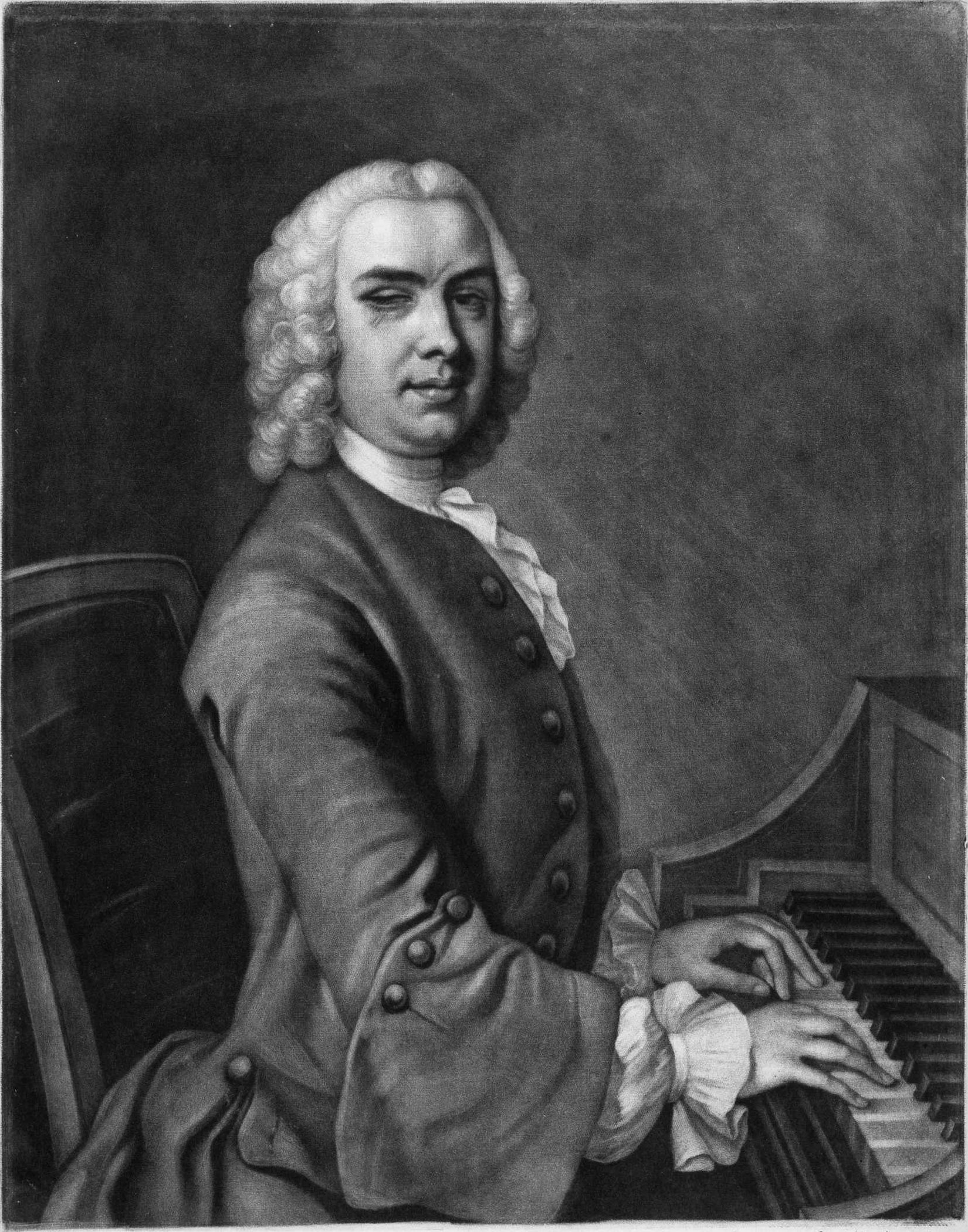
John Stanley

Charles John Stanley (* 17. Januar 1712 in London; † 19. Mai 1786 ebenda) war ein englischer Komponist, Organist und Violinist.

## Leben
John Stanley erblindete nach einem Unfall im Alter von 2 Jahren. Ab dem Alter von sieben Jahren erhielt er Musikunterricht bei Maurice Greene und an der St Paul’s Cathedral. Im Alter von 12 Jahren wurde er Organist an der All Hallows Church in der Bred Street, 1726 an der Kirche St Andrew, Holborn und ab 1734 an der Temple Church. Als Violinist leitete er mehrere Jahre Subskriptionskonzerte im Konzertsaal der Swan Tavern. An der Oxford University erlangte er 1729 den Bachelor of Music.  In seinem späteren Wohnort Walbrook lernte er John Hawkins kennen, der mehrere seiner Kantatentexte schrieb. Er war mit Georg Friedrich Händel befreundet und führte nach Händels Tod dessen Oratorien gemeinsam mit John Christopher Smith und später mit Thomas Linley auf. 1770 erhielt er die Stelle des Direktors des Foundling Hospitals, dessen musikalisches Leben er maßgeblich gestaltete. 1779 trat er die Nachfolge von William Boyce als „Master of the King’s Musick“ an.
Sein Werk umfasst die Oper „Teraminta“, die Kantate „The Choice Of Hercules“, 12 weitere Kantaten mit Texten von John Hawkins, die Oratorien „Jephta“, „The Fall of Egypt“ und „Zimri“ sowie Instrumentalmusik.

## Werke (Auswahl)
- Opus 1 Eight Solos for Flute and Continuo (1740)
- Opus 2 Six Concertos for strings (or organ & strings or flute & continuo) (1742/1745)
- Opus 3 Six Cantatas (1742)
- Opus 4 Six Solos for Flute and Continuo (1745)
- Opus 5 Ten Voluntaries for Organ (1748)
- Opus 6 Ten Voluntaries for Organ (1752)
- Opus 7 Ten Voluntaries for Organ (1754)
- Opus 8 Six Cantatas (1751)
- Opus 9 Three Cantatas (1751)
- Opus 10 Six Concertos for Organ or Harpsichord (1775)

### Oratorien
- Jephthah (1757)
- Zimiri (1760)
- Arcadia (1762)
- The Fall of Egypt (1774)